# X-Ecutioners
The X-Ecutioners là một nhóm DJ hip hop từ New York.

## Lịch sử
Ban đầu gồm 11 thành viên, họ thành lập với cái tên X-Men, một số người chọn theo nhân vật trong Truyện tranh Marvel, nhưng phải đổi tên vì lý do xâm phạm bản quyền.
Sau khi nhóm đổi tên, thành viên về sau giảm xuống còn Rob Swift, Roc Raida, Total Eclipse, và Mista Sinista (đặt tên theo Mister Sinister (Ngài Độc ác) của Truyện tranh Marvel). Sinista về sau rời nhóm ngay sau khi phát hành Built From Scratch, và Rob Swift rời nhóm vì lý do cá nhân và nghệ thuật năm 2005.
Khi thức tỉnh bởi sự tách rời của Swift, The X-Ecutioners vẫn chưa được nghe tới; dù sao, lời cuối cùng mà nhóm nói là có 2 thành viên mới, DJ Boogie Blind và DJ Precision (theo Tạp chí Scratch số tháng 9/tháng 10 năm 2006).
Họ được biết đến với một số lượng lớn các bản hợp tác, từ Kool G Rap đến Cypress Hill. Họ đáng chú ý nhất là đã hợp tác với Mike Patton trong album General Patton vs. The X-Ecutioners. The X=Ecutioners đã làm việc với nhiều ca sĩ nổi tiếng trong album Built From Scratch và Revolutions, và được trân trọng trong giới hip-hop với tài đẩy đĩa của họ. Họ cũng nổi tiếng với tài tung nhịp (beat juggling), là một kỹ thuật phổ biến của DJ. The X-Ecutioners đóng góp trong bản remix bài King of Rock của Run-DMC, có mặt trong game Amplitude của hãng Harmonix. Một bài của X-Ecutioners, Like This, có mặt trong game SSX 3.

## Lịch sử Âm nhạc

### Album
- 1997 X-Pressions (Asphodel)
- 1998 Japan X-Clusive (P Vine Records)
- 2000 Crossfaderz (Moonshine Music)
- 2002 Built From Scratch (Loud/Sony)
- 2002 Murder The Classix (X-INC)
- 2003 Scratchology (Sequence)
- 2004 Ryan/Bogen Collaborations (Sequence/Calamity)
- 2004 Revolutions (Sony)
- 2005 General Patton vs. The X-Ecutioners (Ipecac)

### CD Single/Đĩa hát
- 2002 It's Goin' Down (CD Single/Đĩa hát)